# Operacja Active Endeavour
Operacja Active Endeavour – kryptonim operacji morskiej Organizacji Traktatu Północnoatlantyckiego, prowadzonej na Morzu Śródziemnym po zamachu z 11 września 2001 roku. Jej celem była ochrona statków cywilnych w rejonie cieśniny Gibraltarskiej przed atakami terrorystycznymi. Decyzja o zabezpieczeniu szlaku była jednym z ośmiu punktów planu operacyjnego przyjętego po atakach 11 września.
Od początku trwania misji wojska NATO zabezpieczyły podróż 79 000 statków, z czego około 100 poddano szczegółowej kontroli. 480 statków skorzystało z eskorty sił NATO (stan na 2006 rok).
Operacja była prowadzona przez dwie grupy operacyjne – Standing Naval Force Mediterranean (Morze Śródziemne) i Standing Naval Force Atlantic (Atlantyk). Zabezpieczenie Morza Śródziemnego realizowane było głównie przez siły hiszpańskie, włoskie, tureckie i greckie. Eskortą statków przez cieśninę zajmowały się siły duńskie, niemieckie, norweskie i hiszpańskie. W operacji uczestniczyła też Polska Marynarka Wojenna, która wysyłała w rejon Morza Śródziemnego następujące okręty:
- ORP „Bielik” (styczeń – kwiecień 2005)
- ORP „Gen. K. Pułaski” (marzec 2006)
- ORP „Bielik” (październik 2006 – marzec 2007)[3]
- ORP „Gen. K. Pułaski” (lipiec – sierpień 2008)
- ORP „Kondor” (październik 2008 – marzec 2009)
- ORP „Bielik” (listopad 2010 – luty 2011)
- ORP „Kontradmirał Xawery Czernicki” (14 marca 2011 – 18 czerwca 2011)
- Standing NATO Mine Countermeasures Group 1: operacja rozminowania na akwenach przyeuropejskich, udział w grupie OORP „Kontradmirał Xawery Czernicki”, „Czajka”[4][5][6]

Poza państwami członkowskimi Organizacji Traktatu Północnoatlantyckiego, w operacji brały udział również siły rosyjskie i ukraińskie.
W lipcu 2016 na szczycie NATO w Warszawie zapadła decyzja o przekształceniu misji Active Endeavour w misję „Sea Guardian”, która ma wesprzeć unijną operację „Sophia” zajmującą się zwalczaniem przemytu ludzi oraz walką z kryzysem migracyjnym na Morzu Śródziemnym.